# Markaz Birkat as Sab‘
Markaz Birkat as Sab‘ (arabiska: مركز بركة السبع) är en region i Egypten.   Den ligger i guvernementet Al-Minufiyya, i den norra delen av landet, 70 km norr om huvudstaden Kairo.